# Список Президентів Церкви Ісуса Христа Святих останніх днів
Список Президентів Церкви Ісуса Христа Святих останніх днів
|    | Портрет                                                                              | Президент                                                                            | Дата народження                                                                      | Посвячення                                                                           | Смерть                                                                               | Час керівництва Церквою |
| -- | ------------------------------------------------------------------------------------ | ------------------------------------------------------------------------------------ | ------------------------------------------------------------------------------------ | ------------------------------------------------------------------------------------ | ------------------------------------------------------------------------------------ | ----------------------- |
| 1  |                                                                                      | Джозеф Сміт                                                                          | 23 грудня 1805                                                                       | 6 квітня 1830                                                                        | 27 червня 1844                                                                       | 14 років                |
|    | Церква очолювалася Бригамом Янґом як Президентом Кворуму Дванадцятьох Апостолів.     | Церква очолювалася Бригамом Янґом як Президентом Кворуму Дванадцятьох Апостолів.     | Церква очолювалася Бригамом Янґом як Президентом Кворуму Дванадцятьох Апостолів.     | Церква очолювалася Бригамом Янґом як Президентом Кворуму Дванадцятьох Апостолів.     | Церква очолювалася Бригамом Янґом як Президентом Кворуму Дванадцятьох Апостолів.     | Близько 3 років         |
| 2  |                                                                                      | Бригам Янґ                                                                           | 1 червня 1801                                                                        | 27 грудня 1847                                                                       | 29 серпня 1877                                                                       | 29 років                |
|    | Церква очолювалася Джоном Тейлором як Президентом Кворуму Дванадцятьох Апостолів.    | Церква очолювалася Джоном Тейлором як Президентом Кворуму Дванадцятьох Апостолів.    | Церква очолювалася Джоном Тейлором як Президентом Кворуму Дванадцятьох Апостолів.    | Церква очолювалася Джоном Тейлором як Президентом Кворуму Дванадцятьох Апостолів.    | Церква очолювалася Джоном Тейлором як Президентом Кворуму Дванадцятьох Апостолів.    | Близько 3 років         |
| 3  |                                                                                      | Джон Тейлор                                                                          | 1 листопада 1808                                                                     | 10 жовтня 1880                                                                       | 25 липня 1887                                                                        | 8 років                 |
|    | Церква очолювалася Уілфордом Вудрафом як Президентом Кворуму Дванадцятьох Апостолів. | Церква очолювалася Уілфордом Вудрафом як Президентом Кворуму Дванадцятьох Апостолів. | Церква очолювалася Уілфордом Вудрафом як Президентом Кворуму Дванадцятьох Апостолів. | Церква очолювалася Уілфордом Вудрафом як Президентом Кворуму Дванадцятьох Апостолів. | Церква очолювалася Уілфордом Вудрафом як Президентом Кворуму Дванадцятьох Апостолів. | Близько 2 років         |
| 4  |                                                                                      | Вілфорд Вудрафф                                                                      | 1 березня 1807                                                                       | 7 квітня 1889                                                                        | 2 вересня 1898                                                                       | 9 років                 |
| 5  |                                                                                      | Лоренцо Сноу                                                                         | 3 квітня 1814                                                                        | 13 вересня 1898                                                                      | 10 жовтня 1901                                                                       | 3 роки                  |
| 6  |                                                                                      | Джозеф Філдінг Сміт Старший                                                          | 13 листопада 1838                                                                    | 17 жовтня 1901                                                                       | 19 листопада, 1918                                                                   | 17 років                |
| 7  |                                                                                      | Гібер Дж. Ґрант                                                                      | 22 листопада 1856                                                                    | 23 листопада 1918                                                                    | 14 травня 1945                                                                       | 27 років                |
| 8  |                                                                                      | Джордж Альберт Сміт                                                                  | 4 квітня 1870                                                                        | 21 травня 1945                                                                       | 4 квітня 1951                                                                        | 6 років                 |
| 9  |                                                                                      | Девід Маккей                                                                         | 8 вересня 1873                                                                       | 9 квітня 1951                                                                        | 18 січня 1970                                                                        | 19 років                |
| 10 |                                                                                      | Джозеф Філдінг Сміт молодший                                                         | 19 липня 1876                                                                        | 23 січня 1970                                                                        | 2 липня 1972                                                                         | 2 роки                  |
| 11 |                                                                                      | Гарольд Лі                                                                           | 28 березня 1899                                                                      | 7 липня 1972                                                                         | 26 грудня, 1973                                                                      | 1 рік                   |
| 12 |                                                                                      | Спенсер Кімбол                                                                       | 28 березня 1895                                                                      | 30 грудня 1973                                                                       | 5 листопада, 1985                                                                    | 12 років                |
| 13 |                                                                                      | Езра Тафт Бенсон                                                                     | 4 серпня 1899                                                                        | 10 листопада 1985                                                                    | 30 травня 1994                                                                       | 8 років                 |
| 14 |                                                                                      | Говард Хантер                                                                        | 14 листопада 1907                                                                    | 5 червня 1994                                                                        | 3 травня 1995                                                                        | 9 місяців               |
| 15 |                                                                                      | Гордон Хінклі                                                                        | 23 червня 1910                                                                       | 12 березня 1995                                                                      | 27 січня 2008                                                                        | 12 років                |
| 16 |                                                                                      | Томас Монсон                                                                         | 21 серпня 1927                                                                       | 3 лютого 2008                                                                        | 2 січня 2018                                                                         | 9 років                 |